# Gianmarco Zigoni
Gianmarco Zigoni (Verona, Italia, 10 de mayo de 1991) es un futbolista italiano que juega como delantero para la S. S. Juve Stabia de la Serie C de Italia.

## Carrera
Es hijo del exdelantero de la Juventus de Turín Gianfranco Zigoni y nieto del excentrocampista del Napoli Pierluigi Ronzon.
Como juvenil del Treviso ha marcado más de 100 goles. Hizo su debut profesional en el Treviso el 26 de enero de 2009 en una derrota 2-1 frente al Ancona, marcando el único gol de su equipo. Cuatro días después marcó su segundo gol como profesional, el primero del Treviso en el triunfo 3-2 frente al Brescia. El 27 de junio de 2009 se confirmó que había firmado contrato con el AC Milan.

## Carrera internacional
Ha sido internacional con las selecciones sub-18, sub-19 y sub-20 de Italia.

## Clubes
| Club                    | País   | Año           |
| ----------------------- | ------ | ------------- |
| Treviso                 | Italia | 2008-2009     |
| Milan                   | Italia | 2009-2010     |
| Genoa                   | Italia | 2010-2011     |
| Frosinone (préstamo)    | Italia | 2011          |
| Milan                   | Italia | 2011-2018     |
| Avellino (préstamo)     | Italia | 2011-2012     |
| Pro Vercelli (préstamo) | Italia | 2012-2013     |
| Avellino (préstamo)     | Italia | 2013          |
| Lecce (préstamo)        | Italia | 2013-2014     |
| Monza (préstamo)        | Italia | 2014-2015     |
| SPAL (préstamo)         | Italia | 2015-2017     |
| Venezia (préstamo)      | Italia | 2017-2018     |
| Venezia                 | Italia | 2018-2022     |
| Novara (préstamo)       | Italia | 2020-2021     |
| Mantova (préstamo)      | Italia | 2021          |
| Virtus Verona           | Italia | 2022          |
| Juve Stabia             | Italia | 2022-presente |